# Torben Grael
Torben Grael (São Paulo, 22 juli 1960) is een Braziliaans zeiler van Deense afkomst. 
Grael groeide op in Niterói, een voorstad van Rio de Janeiro. In de beginjaren van zijn zeilcarrière zeilde hij samen met zijn jongere broer Lars Grael in de Snipe-klasse. Samen wonnen ze de wereldtitel bij de junioren in 1978 en herhaalden dit bij de senioren in 1983 en 1987. 

## Olympische Spelen
Grael maakte zijn Olympische debuut op de Spelen van 1984 in Los Angeles in de Soling-klasse. Uiteindelijk zou hij zes keer deelnemen aan de Olympische Spelen en daarin vijf medailles winnen. Daarmee is Grael de Braziliaan met de meeste Olympische medailles, en samen met Ben Ainslie en Robert Scheidt ook recordhouder van het hoogste aantal Olympische zeilmedailles. Tijdens de Spelen van 2004 in Athene mocht hij de vlag dragen namens het Braziliaanse team.

## America's Cup
Grael heeft een aantal keer deelgenomen aan het America's Cup-circuit als tacticus. In 2000 maakte hij deel uit van het Italiaanse team Luna Rossa Challenge, dat de Louis Vuitton Cup won maar de uiteindelijke strijd om de America's Cup verloor van Team New Zealand. In 2003 strandde het team in de halve finale van de Louis Vuitton Cup. In 2007 voer hij voor de derde keer mee met het Italiaanse team, dat de finale van de Louis Vuitton Cup verloor van opnieuw Team New Zealand.

## Volvo Ocean Race
In 2005 debuteerde Grael in de Volvo Ocean Race als schipper van de Braziliaanse boot Brasil 1. Met dit team finishte hij op de derde plaats in het eindklassement. In de volgende editie van 2008-2009 leidde Grael als schipper de Zweedse boot Ericsson 4 naar de eindoverwinning. Tijdens de eerste etappe van deze race vestigde de boot een zeilrecord door in 24 uur 596,6 zeemijl te varen met een gemiddelde snelheid van 24,85 knopen. Dit record staat nog steeds. Mede naar aanleiding van deze prestaties kreeg hij in 2009 de ISAF World Sailor of the Year Award toegekend.

Grael woont in Niterói. Hij is getrouwd en heeft twee kinderen. Zijn dochter Martine Grael is ook professioneel zeiler, en won in 2016 met vaste partner Kahena Kunze olympisch goud in de  49erXF-klasse.

## Erelijst
- 1978 - WK junioren, Snipe,
- 1983 - WK, Snipe,
- 1984 - OS, Soling,
- 1985 - WK, Soling,
- 1987 - WK, Snipe,
- 1988 - OS, Star,
- 1989 - WK, Snipe,
- 1990 - WK, Star,
- 1991 - WK, Star,
- 1991 - One Ton Cup,
- 1992 - OS, Star, 11e
- 1992 - One Ton Cup,
- 1992 - WK, 50'-klasse,
- 1995 - WK, Star,
- 1996 - OS, Star,
- 1998 - WK, Star,
- 1999 - WK, 12 metre,
- 2000 - OS, Star,
- 2000 - Louis Vuitton Cup, winnaar
- 2002 - WK, Star,
- 2004 - OS, Star,
- 2005 - WK, Star,
- 2006 - Volvo Ocean Race, 3e overall
- 2009 - Volvo Ocean Race, winnaar
- 2009 - ISAF World Sailor of the Year Award

Daarnaast is Grael winnaar van 12 continentale zeilkampioenschappen (Europees kampioen Star e.d.) en 45 Braziliaanse zeilkampioenschappen.